# Baten Kaitos Origins
Pour les articles homonymes, voir Baten Kaitos et BKO.
Baten Kaitos Origins ou BKO (バテン・カイトスII 始まりの翼と神々の嗣子, Baten Kaitosu II : Hajimari no Tsubasa to Kamigami no Shishi, lit. Baten Kaitos II : Les Ailes du Commencement et l'Héritier des Dieux) est un jeu de rôle, dévoilé pour la première fois au Tokyo Game Show de 2005 par Namco et Monolith Soft. Le nom officiel a été révélé à l'E3 2006 le 10 mai 2006.
C'est le second jeu de la série Baten Kaitos et la préquelle de Baten Kaitos : Les Ailes éternelles et l'Océan perdu. À la différence de ce dernier, édité par Namco au Japon, en Amérique du Nord et en Europe, Baten Kaitos Origins a été publié dans ces régions par Nintendo, sauf en Europe, où le jeu n'a jamais été édité. Il est sorti le 23 février 2006 au Japon, et le 25 septembre 2006 en Amérique du Nord.
Peu après la sortie de Baten Kaitos : Les Ailes éternelles et l'Océan perdu, Nintendo a dévoilé une liste de jeux pour la Nintendo DS, dont un jeu Baten Kaitos DS. Alors que les rumeurs circulaient à propos d'une adaptation de Baten Kaitos Origins pour la DS, le jeu n'a jamais été réalisé et il a disparu de la liste de Nintendo en octobre 2005.
Une version remastérisée contenant les deux épisodes GameCube, intitulée Baten Kaitos I & II HD Remaster, est sortie le 15 septembre 2023 sur Nintendo Switch.

## Trame

### Univers
Baten Kaitos Origins se déroule vingt ans avant Baten Kaitos : Les Ailes éternelles et l'Océan perdu.
L'histoire se passe dans un monde d'îles flottant dans le Ciel. Mille ans avant le début du jeu, un dieu maléfique nommé Malpercio envahit le monde. Il fut défait par cinq héros magiciens, qui scellèrent le dieu maléfique dans les cinq « Magnus ultimes », chacun caché dans une des cinq îles principales. Les magiciens quittèrent la Terre polluée et firent léviter les îles dans le Ciel. La majorité des humains se vit ensuite pousser des « Ailes du cœur ».
Sadal Suud est une île commerciale et prospère dont la capitale est Pherkad.
Anuénué, l'île des fleurs, est dirigée par la reine Corelia. Cette île a une longue tradition de neutralité. Ses habitants sont des gens joviaux et festifs, dont la vie tourne autour de la végétation et en particulier du gigantesque Arbre Céleste. L'île est également réputée pour son école de magie, qui se trouve à Komo mai, la capitale.
Diadem, surnommée la cité des nuages, est sous un régime féodal dirigé par le jeune roi Ladekahn. La capitale où se trouve le palais royal se nomme Sheliak : c'est une ville fortifiée et à l'aspect militaire, à l'inverse du paisible village de pêcheurs de Nashira.
Hassaleh est une île calme, non présente dans le jeu Baten Kaitos original. C'est de là qu'est originaire Sagi.
L'Empire d'Alfard est l'île la plus développée technologiquement et la plus hostile et belliqueuse. Elle est dirigée par l'Empereur Olgan. Les habitants de la capitale impériale, Mintaka, sont arrogants et méprisants vis-à-vis des étrangers qu'ils considèrent comme inférieurs. En effet, on y enseigne aux enfants que les habitants d'Alfard sont supérieurs et qu'ils doivent dominer les peuples des autres îles. Le reste des habitants d'Alfard travaille dans les mines du village d'Azha.
Duhr, n'est pas une île mais un pays qui vit sous les gaz toxiques des nuages délétères, et dont les habitants, les Enfants de la Terre, portent tous un masque pour s'en protéger. La capitale de cette contrée est Algorab.

### Personnages

#### Personnages jouables
Il y a trois personnages jouables dans Baten Kaitos Origins :
Sagi (サギ) est lié spirituellement au joueur, qui est son Ange Gardien. Cela fait de Sagi un Spiriter, un être exceptionnel capable d'entendre les esprits et de se lier à eux. Au début du jeu, il travaille pour l’Empire d‘Alfard dans une unité d'assassins d’élite, le Dark Service, qui dépend principalement d’un politicien influent, Lord Baelheit. Il passe rapidement au service du consul Verus, qui lui a sauvé la mise après l'assassinat raté.

Il est doublé par Daisuke Namikawa en japonais et par Crawford Wilson en anglais.
Guillo (ギロ) est officiellement la "paramachina" de Sagi mais son apparence étrange laisse présager quelques mystères. Sagi l'a trouvé près de son village. Il réagit étrangement au contact des Afterlings, qu'il semble être le seul à pouvoir détruire.
Il est doublé par Terrence « T.C. » Carson en tant qu'homme et par Maura Gale  en tant que femme en anglais.
Milliarde (ミリィアルデ, Millyald), surnommée Milly, rejoint les deux autres personnages à la sortie de Mintaka, après les avoir aidés à se débarrasser d'un dénommé Giacomo. Nous ne savons rien de son passé jusqu'à ce qu'elle emmène ses amis sur une île flottante où elle avait l'habitude de s'arrêter lorsqu'elle revenait de l'École de la Magie d'Anuenue où elle a étudié. C'est apparemment une fille de bonne famille mais elle n'a pas la confiance de Guillo.

Elle est doublée par Yū Kobayashi en japonais et par Shanelle Workman  en anglais.

#### Personnages secondaires majeurs
Baelheit est, comme Sagi, un Spiriter. Il est candidat à la succession d'Olgan et prône la Promachination, c'est-à-dire la destruction du cœur et son remplacement par les forces mécaniques. Il est le principal antagoniste de Verus - et donc de Sagi.
Geldoblame est le domestique de Verus. Il est bien moins gros que dans Les Ailes éternelles mais son ton a déjà des intonations inquiétantes. D'un caractère effacé, il fait régulièrement l'intermédiaire entre Verus et Sagi.
Giacomo est un jeune homme ambitieux qui manie la faux et qui poursuit Sagi de sa haine depuis que celui-ci lui a infligé une sévère défaite - bien aidé par Milly, il est vrai - à Mintaka. Il est de frêle constitution, contrairement à l'apparence qui est la sienne dans Les Ailes éternelles.
Gibari est un jeune garçon vivant sur l'île de Diadem. Il est le meilleur ami du futur roi, et suit en sa compagnie les cours de chevalerie que dispense son propre père, Rambari. Il est turbulent et le restera, si nous en croyons le caractère qui est le sien dans Les Ailes éternelles.
Gina est la mère de Sagi, vivant retirée dans le village de Sheratan. Elle a fondé un orphelinat pour recueillir les enfants puisque tous les hommes ont disparu du village à cause de l'empire. Elle a les plus belles ailes du monde (en tout cas selon Sagi) et cela laisse présager une âme magnifique.
Rambari est le père de Gibari, il est également le capitaine des chevaliers du château d'Elnath. Responsable de l'éducation guerrière de son fils et de celle du roi, ces deux garnements lui donnent bien du fil à retordre.
Rodolfo est le maître de Sadal Suud. Il est lâche, tout comme il le sera dans Les Ailes éternelles et tente avant tout d'éloigner l'animosité des plus puissants.
Verus est un consul de Mintaka qui décide de prendre Sagi sous son aile après que celui-ci est tombé dans un piège lors de l'assassinat raté de l'empereur Olgan. Ses intentions politiques sont claires : il s'oppose à Baelheit dans la course à l'investiture impériale, lui reprochant de vouloir condamner le cœur à l'oubli pour le remplacer par des machines. Il a besoin d'une canne pour marcher.

### Histoire
Sagi et Guillo se voient attribuer au début du jeu la mission douteuse d'assassiner l'Empereur Olgan, même si la source de cet ordre n'est pas claire. Avant que les deux aient une chance de considérer la moralité de cet acte, Olgan est tué par une tierce personne. Blâmés pour le meurtre qu'ils n'ont pas commis, Sagi et Guillo sont forcés de fuir. Alors qu'ils tentent de fuir la ville, ils sont rejoints par Milly. Les trois doivent alors travailler à innocenter Sagi et à découvrir la nature de la menace causée par les manœuvres des différents politiciens avides de pouvoir d'Alfard, qui travaillent tous sous les ordres du questeur d'Alfard, Verus.

## Système de jeu

### Généralités
Comme de nombreux jeux de rôle, Baten Kaitos : Origins comporte trois phases de jeu distinctes : la carte du monde, les villes, donjons ou lieux particuliers, et l'écran de combat.
Les déplacements sur la carte du monde permettent au joueur de circuler entre les différents lieux de l'aventure, sans rencontrer de monstres. Lors des déplacements à pied, le joueur dirige le leader de l'équipe, représenté avec une taille disproportionnée par rapport aux autres éléments. On peut aussi se déplacer à l'aide d'autres moyens de transport comme des créatures ou des vaisseaux volants, qui sont disponibles après certains développements du scénario et qui permettent de voyager entre les îles.
À partir de la carte, le joueur peut accéder aux différents lieux du jeu : il pénètre alors dans un environnement bien plus détaillé où les personnages sont cette fois représentés à une échelle réaliste. Ce gameplay « vue intérieure » est celui sur lequel le joueur passe le plus de son temps, la quasi-totalité des dialogues et des avancements du scénario s'y déroulent. Il peut rencontrer des ennemis quand il se déplace dans ce type de cadre, mais jamais à l'intérieur même des villes. Les ennemis sont visibles et peuvent être évités.
Contrairement à Baten Kaitos : Les Ailes éternelles et l'Océan perdu, le changement de niveau est automatique.
L'augmentation de niveau ainsi que la sauvegarde ne peuvent se faire qu'à des endroits précis du jeu, en entrant dans des fleurs : celles rouges permettent juste de sauvegarder, alors que celles bleues permettent aussi d'augmenter de niveau des decks en se téléportant au Temple, d'aller dans la ville de Sedna et au Colisée.

### Système de combat
Bien qu'une grande majorité de jeux de rôle s'appuie sur le traditionnel système de combat, dit « tour par tour », la série Baten Kaitos emploie un système original basé sur  l'emploi de cartes de combat. En effet, une grande partie des éléments, naturels ou magiques du jeu peut être conservée dans des Magnus, sortes de cartes magiques. Ces cartes sont piochées depuis un paquet durant les affrontements et équipent les personnages temporairement, à l'instar d'armes ou d'armures. Ainsi, les différents types d'attaques et d’équipements existent comme cartes, et non comme des objets associés à chaque héros. Pour contribuer au dynamisme de ce système de jeu, la plupart des quêtes ont pour aboutissement la découverte de nouveaux Magnus.
Le système de combat, bien que s'en inspirant en grande partie, change beaucoup par rapport au premier Baten Kaitos. En effet, dans l'ancien opus, chaque personnage utilisait les cartes de son propre paquet, et ne pouvait pas utiliser celles des autres personnages ; dans Baten Kaitos Origins tous les personnages piochent leurs cartes dans un paquet commun. Auparavant  la plupart des armures, armes et attaques spéciales étaient spécifiques à un personnage donné, alors qu'ici les personnages partagent leurs Magnus d'attaque (excepté les attaques spéciales). De par ces changements, le jeu n'est plus axé sur les combos de cartes numérotées et les combats sont beaucoup plus rapides et intenses, car les phases d'attaque et de défense ne sont plus dissociées.
Il est possible d'avoir plusieurs decks (par exemple un paquet basé sur l'élément du Feu, un autre sur celui de la Glace) puis de choisir le plus approprié en fonction des combats. Le joueur n'a plus besoin d'utiliser un tour pour battre ses cartes (ce qui était fréquent dans le premier Baten Kaitos), car les cartes sont automatiquement redisposées après usage.

#### Magnus
Comme dans le précédent Baten Kaitos le jeu utilise également un mécanisme différent de recherche des Magnus : il est possible de capturer l'Essence d'un objet, sentiment, etc. sur un Magnus vierge. Ceci existait déjà dans le premier jeu, mais à présent un plus grand nombre de Magnus vierges sont laissés au joueur (à peu près trois fois plus), ainsi qu'une plus grande variété, qui peuvent apporter effets positifs comme négatifs. Ces objets peuvent être utilisés au moment approprié pour réaliser une quête, ou bien alors combinés à l'aide d'un Mixeur de Magnus. Souvent, le Magnus de quête vieillit et s'use avec le temps. Par exemple, l'eau pure se change peu à peu en eau potable, pour ensuite devenir de l'eau croupie. Les Magnus de combat peuvent « monter en niveau » en étant combinés avec les bons Magnus de quête. Par exemple, le Magnus de combat Sabre peut être combiné avec le Magnus de quête Incendie afin de créer une plus puissante carte de combat Sabre de feu.  À l'inverse du premier jeu, les Magnus situés dans les decks ne s’altèrent pas en fonction du temps.

### Quêtes annexes
Le jeu présente également deux grandes quêtes annexes : Sedna et le Colisée. Les deux endroits sont accessibles en entrant dans les fleurs bleues, qui permettent également de sauvegarder.
Sedna est une ville en pâte à modeler enfermée dans un Magnus par un magicien. Lorsque le joueur trouve un Magnus de Sedna durant son aventure, il peut se rendre à Sedna et utiliser le Magnus pour agrandir la ville (par exemple, si le joueur apporte un Magnus d'arbre, un arbre apparaîtra à Sedna).
Le Colisée permet de faire des combats, et ceux-ci dans différents niveaux de difficulté se débloquant au fur et à mesure de l'avancée dans le jeu. le joueur peut y acheter avec les points accumulés en combat des Magnus inédits.

### Ange gardien
Le joueur, à l'instar du premier Baten Kaitos contrôle les personnages, mais il n'incarne pas directement l'un des personnages du jeu, mais joue le rôle d'un protecteur. Il incarne un Ange gardien, intimement lié au personnage principal du jeu. Son rôle est de guider le héros, et de lui donner une morale, une ligne de conduite. Suivant les conseils prodigués par le joueur, la personnalité de Sagi se forge d'une façon ou d'une autre, et plus la relation entre l'Ange gardien et le personnage est bonne, plus le joueur a de contrôle sur le personnage.

## Développement
L'existence d'un second jeu Baten Kaitos a été mentionnée dans le magazine Famitsu, comme un des jeux dévoilés au Tokyo Game Show de 2005. La sortie du jeu était prévue pour le mois de décembre de la même année, mais il ne sortit finalement que quelques mois plus tard, en février.
Contrairement à bon nombre de jeux GameCube en développement, Baten Kaitos Origins n'a pas été reporté sur la Wii, malgré l'annonce de la sortie de la console, faite avant celle du jeu.
Interrogé à propos de ce choix, le producteur Hirohide Sugiura a expliqué « Parce que nous étions près de la finalisation du développement du jeu lorsque la Wii a été annoncée, nous avons déterminé que la transplantation sur Wii ne valait pas les heures de coût et de travail. Et puisque la Wii est une console très unique, nous avons pensé que nous devrions recommencer à partir des bases de la conception du jeu si l'on [devait] faire [un] jeu pour Wii » (« Because we were almost finalising the development of the game when Wii was announced, we determined that transplanting it onto Wii was not worth the cost and labour hours. And since Wii is very unique hardware, we thought we should start from the basic game design if we [were to] make [a] game for Wii »).
Interrogé sur une suite au cours d'une entrevue avec IGN, Sugiura a indiqué que l'équipe de développement qui a travaillé sur le titre travaillait sur un jeu différent, mais fait remarquer que « Cependant, cela ne signifie pas le monde de Baten Kaitos prendra fin. Il y a [une] possibilité que nous puissions commencer à développer le jeu si certaines circonstances et conditions sont remplies » (« However, it does not mean the world of Baten Kaitos will end.  There is [a] possibility that we could start to develop the titre if certain circumstances and conditions are met »).

### Musiques
La bande son de  Baten Kaitos Origins a été composée par Motoi Sakuraba et elle est partiellement jouée par un orchestre. Un set de trois CD contenant toutes les musiques du jeu est sorti le 24 mars 2006 au Japon et le 28 mars 2006 aux États-Unis.
À l'instar de la bande son de Baten Kaitos : Les Ailes éternelles et l'Océan perdu, elle a été enregistrée par Warner Music Recording Studio et publiée par TEAM Entertainment
Le set se compose de trois CD, contenus dans un boîtier. Comme beaucoup de médias japonais, l'album est destiné à être utilisé de gauche à droite. 
Il y a également à l'intérieur un livret contenant des informations sur les personnages, un poster central et des commentaires du producteur, du directeur et du compositeur.

## Accueil

### Critiques
La sortie de baten Kaitos Origins s'est effectuée à la fin du cycle de vie de la GameCube. Il n'entrait donc pas en compétition avec beaucoup d'autres jeux. IGN l'a décrit comme « une des dernières pépites » (« one of the last great gems ») de la console, lui décernant le titre de jeu du mois (Game of the Month) en septembre 2006.
Les notes décernées ont généralement été bonnes, les examinateurs appréciant le jeu d'ensemble, malgré les plaintes sur des éléments spécifiques. Alors que les batailles de cartes ont été considérées comme nécessitant un bon niveau, la nécessité de ponts microgestion et la difficulté de certains combats contre les boss ont été reprochés. Les graphismes ont été décrits comme impressionnants, avec des décors précalculés siégeant en tant que toile de fond sur laquelle les personnages évoluent.

### Ventes
Baten Kaitos Origins a commencé à la 15e place des classements de ventes au Japon avec 12 348 exemplaire vendus durant la première semaine et 44 297 au total, ce qui en fait le 93e jeu de GameCube le plus vendu au Japon.

## Pétition
Étant donné que la sortie de ce jeu en Europe était très controversée, une pétition avait été créée afin que ce jeu sorte en Europe, mais sans succès.

### Critiques et notations
1. ↑  (en) Bethany Massimilla, « Baten Kaitos Origins Review for GameCube »(Archive.org • Wikiwix • Archive.is • Google • Que faire ?), sur GameSpot, 10 octobre 2006 (consulté le 2 mars).
2. ↑  (en) Mark Bozon, « Baten Kaitos Origins - GameCube Review », sur IGN, 25 septembre 2006 (consulté le 2 mars).
3. ↑  « Baten Kaitos Origins (cube) reviews », Metacritic, 2006 (consulté le 2 mars).

### Autres références
- (en) Cet article est partiellement ou en totalité issu de l’article de Wikipédia en anglais intitulé « Baten Kaitos Origins » (voir la liste des auteurs).

1. ↑  (en) Tom Phillips, « E3 2006: Baten Kaitos Prequel Gets New Name »(Archive.org • Wikiwix • Archive.is • Google • Que faire ?), N-Europe, 10 mai 2006 (consulté le 1er mars).
2. ↑  (en) D. F. Smith, « Baten Kaitos Origins for GameCube - critiques », G4, 24 octobre 2006 (consulté le 1er mars).
3. ↑  (en) Hirohiko Niizumi, « Xenosaga and Baten Kaitos bound for the DS », sur GameSpot, 1er décembre 2004 (consulté le 1er mars).
4. ↑  (en) Bryan Boulette, « Tales DS In, Baten Kaitos DS Out »(Archive.org • Wikiwix • Archive.is • Google • Que faire ?), RPGGamer, 10 octobre 2005 (consulté le 1er mars).
5. ↑  « Baten Kaitos I & II HD Remaster », sur Nintendo France, 15 septembre 2023 (consulté le 10 décembre 2023).
6. ↑  Namco Opening de Baten Kaitos (2003)
7. 1 2 3  « Baten Kaitos II: Hajimari no tsubasa to kamigami no shishi » ((en) distribution et équipe technique), sur l'Internet Movie Database
8. ↑  (en) « Baten Kaitos 2 Revealed », IGN, 20 septembre 2005 (consulté le 2 mars).
9. ↑  (en) Matt Casamassina, « Baten Kaitos 2: Good and Bad News », sur IGN, 21 octobre 2005 (consulté le 2 mars).
10. ↑  (en) « Monolith Soft on Baten Kaitos Origins »(Archive.org • Wikiwix • Archive.is • Google • Que faire ?), N-Sider, 7 août 2006 (consulté le 2 mars).
11. ↑  Mark Bozon, « Baten Kaitos Origins Interview », sur IGN, 8 septembre 2006 (consulté le 2 mars).
12. 1 2  (ja) « OST de Baten Kaitos Origins »(Archive.org • Wikiwix • Archive.is • Google • Que faire ?), sur TEAM Entertainment Inc. (consulté le 2 mars).
13. ↑  (en) « OST de Baten Kaitos Origins »(Archive.org • Wikiwix • Archive.is • Google • Que faire ?), sur RPGFan (consulté le 2 mars).
14. ↑  (en) Mark Bozon, « Game of the Month: September », sur IGN, 2 octobre 2006 (consulté le 2 mars).
15. ↑  (en) « Nintendo GameCube japanese ranking », sur Japan Game Charts, 31 décembre 2006 (consulté le 2 mars).